# زمین‌لرزه ۱۹۳۸ دریای باندا
زمین‌لرزه دریای باندا  در تاریخ ۱ فوریه ۱۹۳۸ میلادی، برابر با ‎۱۲ بهمن ۱۳۱۶، ساعت ۱۹:۰۴:۲۱ به زمان یوتی‌سی در دریای باندا رخ داد. ژرفای این زلزله ۳۵ کیلومتر بود. بزرگی آن ۸٫۴ در مقیاس Mw و بیشینهٔ شدت آن در مقیاس مرکالی VII اعلام شده‌است. زمین‌لرزه به وقت محلی در روز چهارشنبه، ساعت ۴ روی داده و منطقه زمانی آن یوتی‌سی +۹ بوده‌است .
سازمان زمین‌شناسی آمریکا نیز جای این زمین‌لرزه را در مختصات ۵°۱۵′جنوبی ۱۳۰°۳۰′شرقی / ۵٫۲۵°جنوبی ۱۳۰٫۵°شرقی و بزرگی آنرا برابر با ۸٫۵ در مقیاس ریشتر اعلام کرده‌است. ژرفای گزارش شده از سوی این سازمان ۲۵ کیلومتر می‌باشد.